# Santiago Vernazza
Santiago Vernazza (Buenos Aires, 23 september 1928 - aldaar, 12 november 2017) was een Argentijns voetballer. 
In zijn thuisland begon hij bij Platense en maakte dan furore bij River Plate, waarmee hij vier titels won. In 1956 trok hij naar Europa en speelde er voor Palermo dat twee seizoenen in de Serie A speelde. In 1960 ging hij naar AC Milan waarmee hij vicekampioen werd. Na nog twee seizoenen bij Vicenza ging hij met pensioen. 
Hij werd 89 jaar oud.